# David Wilkerson
David Wilkerson (ur. 19 maja 1931 w Hammond, w stanie Indiana, Stany Zjednoczone, zm. 27 kwietnia 2011 w stanie Teksas, Stany Zjednoczone) – amerykański duchowny zielonoświątkowy i ewangelista, autor ponad 30 książek, w tym najbardziej rozpowszechnionej Krzyż i sztylet.

## Życiorys
Uczęszczał do Central Bible College związanym z denominacją Zborów Bożych w Springfield. Święcenia uzyskał w Kościele Bożym w 1952 r. i został pastorem kongregacji w Philipsburg, w Pensylwanii.
W 1957 roku przeczytał w czasopiśmie Life o grupie nastolatków, członkach gangu mających proces za zabójstwo w Nowym Jorku. Pchnęło to pastora do osiedlenia się w Nowym Jorku, aby w asyście swojego brata Donalda pomagać młodym uzależnionym i pracować nad młodocianymi przestępcami w Brooklynie. W następnym roku założył organizację Teen Challenge nastawioną na pomoc tym ludziom.
W 1987 roku założył zbór Times Square Church w Nowym Jorku, który osiągnął liczbę wiernych ponad 5 tysięcy. Wilkerson był jego starszym pastorem do czasu przejścia na emeryturę i przeprowadzką do Teksasu około rok przed śmiercią. Zginął w wypadku drogowym w Teksasie, około 90 mil od Dallas.
W 1986 roku odwiedził Polskę. Jego ewangelizacje odbyły się w Warszawie (Torwar), Katowice (Spodek), Wrocław (Hala Ludowa) i Gdańsku (Stocznia Gdańska). Dzięki jego wizycie powstał ośrodek dla uzależnionych w Broczynie, należący do Zjednoczonego Kościoła Ewangelicznego.